# Benediktinski samostan Osoje
Benediktinski samostan Osoje (nemško Benediktinerstiftes Ossiach) se je nahajal v naselju Osoje ob Osojskem jezeru na Koroškem v Avstriji. Ustanovljen je bil okoli leta 1000, dokončno razpuščen pa je bil leta 1783 (po skoraj 8 stoletjih). V prenovljenih samostanskih prostorih je sedaj hotel. 

## Zgodovina

### Ustanovitev samostana
Benediktinski samostan Osoje sta ustanovila okoli leta 1000 bavarski grof Ozi in njegova žena Irenburga ali Glismod. Ozi je imel posesti v Furlaniji v sedanjem Pordenonu. Njuna sinova sta bila Ozi II. in Poppo. Prvi menihi so prišli iz bavarskega samostana Niederaltaich. Prvi opat je bil Wolfram, menih iz Niederaltaich. Ime samostana pa ni niti po ustanovitelju Ozi-ju ali ampak po slovenskem imenu območja, ki pomeni »na senčni strani«. 
Samostan Osoje je bil sprva družinski samostan po cerkvenem pravu. Z njim so lahko ustanovitelji prosto razpolagali. Leta 1019 je bil Poppo oglejski patriarh in je od svojega brata Ozi-ja II. odkupil Osojski samostan. Tako so prišle Osoje pod Oglejsko cerkveno oblast. S tem je bila prekršena stara razmejitev po kateri so po razsodbi Karla velikega leta 811 območja severno od Drave spadala pod cerkveno oblast Salzburga. V listini iz leta 1028 je cesar Konrad II. potrdil, da je samostan podložen Oglejskim patriarhom, s čimer se je strinjal tudi papež in tako je ostalo vse do 13. stoletja.
Drugi opat Samostana Osoje je bil Teuzo, s katerim je povezana legenda o Boleslavu. Med letoma 1081 in 1089 je bil poljski kralj Boleslav II. »na begu« po umoru krakovskega škofa Stanislava. Po legendi je do svoje smrti v letih 1081−1089, potem ko po spokorni poti v Vatikan, tam od papeža ni dobil odpuščanja, preživel v samostanu Osoje kot »nemi skesanec« ali Mutec osojski. Neslovanski zgodovinarji gotovo ne upoštevajo dejstva, da je bil takrat jezik Slovanov še dokaj monoliten, in da so samostanski bratje govorili »slovanščino« le v samostanu v Innishenu in v Osoja. Na obeh mestih se je lahko nesrečni poljski kralj jezikovno počutil kot doma in da ga hkrati niso prepoznali kot Poljaka, kar bi ga gotovo v samostanu na Češkem. 
Leta 1096 je samostan kupil posest v Rožu, Vašinjah (Wallersbergu) pri Velikovcu ter na Vzhodnem Tirolskem z uradom v Lienzu. Leta 1136 je prišlo do spora glede pripadnosti dajatev med Salzburško nadškofijo in Oglejskim patriarhatom, ki je bil rešen šele leta 1212. Okoli leta 1150 je štajerski mejni grof Otokar III.   samostanu podaril cerkev Sv. Jakoba v Rožu s pravico, da tam samostan nastavi tudi duhovnika. Leta 1233 je samostan pod opatom Henzelinom dokupil posesti v salzburškem Lungavu. Med letoma 1252 in 1263 za časa opata Bertolda II., ki prihaja iz samostana Milštat, lahko zaznamo znake odmikanja od Ogleja. Zadnja demonstracija oglejskih pravic je bila izvolitev opata Konrada II. leta 1279. 
Med letoma 1307 in 1314 je blaženi opat Werner II. pričel s posebno metodo zdravljenja. Bolne so zvezali na stol in jih postavili na sonce. Tri krogle iz gorskega kristala, ki so delovala kot povečevalno steklo, so pacienta potegnile v globok spanec, iz katerega so se zbudili ozdravljeni. Stol se sedaj uporablja kot sedež za duhovnika pri bogoslužju. Edina ohranjena kristalna krogla pa je v škofijskem muzeju. O tem je pisal tudi  Valvasor   v Topographia Arhiducatus Carinthiae. 
Med letoma 1343 – 1354 je samostan vodil opat Volkmar. Leta 1348 je Koroško prizadel močan potres, ki je naredil veliko škodo (zdrs dela pobočja Dobrača) je škodil tudi samostanu, vendar je samemu samostanu bilo prizaneseno. Leta 1351 je vojvoda Albrecht II. pridobil v last samostansko cerkveno posest Grače (Beljak) (Gratschach) pri Beljaku z lovskim gradom – kasneje Grad Vajškra (Landskrona). Leta 1401 je opat Ulrik I. (1392 – 1437) prejel od papeža Bonifacija IX. mitro in pontifikalije. S tem se je potrjevanje s strani oglejskih patriarhov končalo. Med 1430 – 1437 je Samostan Osoje je pod vodstvom opata Andreja I.. Imel je malo pristojnosti, ki bi mu prinašale prihodke, zato mu je vojvoda Friderik podelil pravice nižjega sodstva. 1444 je samostan pridobil cerkev sv. Jakoba v Trgu (Feldkirchen), ki hkrati patrocinij benediktincev nad sv. Ulrikom. V času 1437 – 1454 je kot opat zelo slabo gospodaril Ulrik III. , ki je pripeljal samostan v finančne težave. Leta 1457 je kralj Friderik III. za administratorja samostana določil velikega mojstra Jurijevega viteškega reda iz Milštata. Vendar je salzburški škof preprečeval, da bi Osoje prišlo v posest Viteškega reda. V obdobju 1462 – 1472 je opat Avguštin izboljšal gospodarski položaj in pridobil cesarjevo soglasje, da je uvedel nove davščine. 
V času med 1473 – 1484 za časa opata Lenarta Zorna so Osoje doživele nekaj dramatičnih dogodkov: turško pustošenje, kmečki upor in požar cerkve. 1476 se je zgodil prvi Turški vpad in drugi leta 1478. Tega leta je vzplamtel tudi kmečki upor proti novim davkom. 1484 pride na dan rojstnega dne opata do velikega požara. Opat Daniel Krachenberg (1484 – 1496) je začel odpravljati škodo, ki jo je povzročil požar na cerkvi in samostanu. 1490 je samostan pridobil Grad Tiffen. Leta 1492 je prišlo do ponovnega Turškega vpada. Po legendi so menihi pobegnili proti zahodu in so bili pobiti ob jezeru. Nato je samostan vodil opat Erazem Trotter, ki je dokončal prenovo cerkve in samostana in leta 1500 posvetil še danes stoječo cerkev v gotskem stilu. Nekaj let kasneje je bil kot darilo prejet še gotski krilni oltar. Med letoma 1510 – 1523, ko je samostan vodil opat Wolfgang Gaispacher, je nastala podružnična cerkev Božjega vstajenja v Osojskih turah. Kasneje pa je pridobila še sedaj veljavni patronat sv. Antona Padovanskega. 
Med 1528 – 1555 je vladal opat Andrej Hasenberger, ki se je ukvarjal z gradnjo jadrnic na jezeru in na eni leta 1552 celo sprejel cesarja Karla V. Sledil je opat Peter Gröblacher (1556-1587), ki je izgubil samostanske posesti na Vzhodnem Tirolskem, in bil tudi odstavljen zaradi nekrščanskega načina življenja. Njega je nasledil njegov biološki brat Zaharija Gröblacher (1587-1593), ki je zapisal zgodovino samostana v »Die Annales Ossiacensis«, ter knjigo opatov. Salzburški nadškof ga je prisilil, da je odstopil. Opat Adam Schrötl (1593-1595) iz Šent Pavla v Labotu, si je trudil ponovno uvesti red in disciplino v samostanu. Opat Gašpar Rainer (1995-1616) je samostan odrešil iz dolgov in v Osojskih turah zgradil nov dvor. Opat Jurij Wilhelm Schweitzer (1622-1628) je verjetno dal obnoviti zahodno krilo in zgraditi novo zgradbo za prelate. 1624 je samostan pridobil mestno hišo v Celovcu, ki ima še danes na portalu samostanski grb na Dunajski cesti. Samostan je 1628 pridobil Grad Prägrad. Opat Friderik Hirschberger (1642 – 1656) je prodal posest v Lungau in samostan rešil dolgov. V času opata Krištofa Caponig-a  (1656-1682) so menihi iskali bolj zdravo mesto in leta 1672 kupili Grad Vernberk (Wernberg). 
Izgled samostana v letu 1680 nam podrobneje predstavi zgodovinar Valvasor. V času 1682 – 1725 je samostan vodil opat Edmund Ibelbacher, ki je bil zelo spoštovan zunaj samostanskih uradov. Kot visitator salzburške kongregacije benediktincev je bil tudi rektor Univerze v Salzburgu. Bil je tudi zastopnik koroških deželnih stanov na cesarskem dvoru. Opat Ibelbacher je leta 1689 organiziral proslavitev 1000-letnice samostana, vendar je gotovo, da leta 689 samostana še ni bilo.

Za časa opata Virgila Gleissenberger-rja (1725 – 1737)  je samostan doživel razcvet. Ne more sprejeti vseh novincev, tako veliko je zanimanje. Bil je navdušen graditelj, saj je obnovil samostansko knjižnico in leta 1726 pričel z izgradnjo župnišča Šent Jakoba v Rožu. V gradu Wernberg je postavil kapelo. Znan pa je tudi kot pesnik. Je avtor epa o usodi poljskega kralja Boleslava II. Naslednji opat Herman Ludinger (Herman III.) (1737 – 1753) je leta 1746 zaključil prenovo baročno zasnovane cerkve. 

### Razpustitev samostana
V času opata Romana Zusnerja (1753 – 1783) se je končala skoraj osemstoletna zgodovina samostana benediktincev v Osojah. Po cesarskem odloku Jožefa II.  je bil samostan zaprt spomladi leta 1783. Nekaj menihov se je preselilo v samostan Šent Pavel v Labotu. Opat Zusner pa se je preselil kot nadžupnik v Šent Jakob v Rožu. Samostanska cerkev je postala farna cerkev, samostan pa je bil najprej dodeljen Verskemu skladu in nato je postal državna last. Leta 1816 je bil porušen drugi samostanski dvor s križnim hodnikom. Samostan je v naslednjih letih služil kot vojaška postojanka oziroma kasarna Dragonarjev (1872-1879) in državna žrebčarna (1884-1915). Med prvo svetovno vojno je bila v samostanskem gradu vojaška bolnica. V letih 1918-20 je samostan zasedla italijanska vojska. 
Maja 1920 je bila ponovno vzpostavljena žrebčarna. Del zgradbe so v letih 1924−1927 imeli v najemu korarji avguštincev iz Neustift na Tirolskem. Po priključitvi Avstrije Nemškemu rajhu 1938 je zgradbo prevzel Urad za gozdove Nemškega rajha. Med drugo svetovno vojno je zgradba služila kot hospic, taborišče za vojaško usposabljanje in za počitek letalcev. V hlevih pa je bilo taborišče vojnih ujetnikov. Po letu 1945 so se za nekaj časa nastanile britanske čete. Zgradbo samostana je leta 1947 prevzel urad Avstrijskih zveznih gozdov in preprečil porušenje. V letih 1974/75 sta bila samostanska cerkev in samostanska zgradba restavrirana oz. obnovljena. Glavni trakt samostana je bil predelan v hotel. Leta 1995 je prišel samostan v last Koroške dežele in je od leta 2001 v upravljanju družbe za upravljanje državnih nepremičnin.

### Odvetniške pravice
Ob ustanovitvi leta 1024 je imel odvetništvo nad samostanom rod ustanoviteljev. Prvi je bil bavarski grof Ozi I. iz rodu Otokarjev, ki ga je nasledil sin Ozi II.. Zadnji neposredni potomec je bil grof Oto von Cordenons, ki je svojo lastnino in tudi odvetništvo prepustil svojemu sorodniku grofu Otokarju III. Štajerskemu. Iz Otokarjev je odvetništvo šlo leta 1192 na Babenberžane. Leta 1246 odvetništvo nad samostanom pridobijo  Habsburžani. Leta 1305 je odvetništvo nad samostanom pridobil Majnhard grof Ortenburški. Grofje Ortenburški so odvetništvo ohranili do izumrtja 1418, ko odvetništvo preide za kratek čas na koroškega vojvodo in grofa Majnharda II. Goriško-Tirolskega in po letu 1460 spet na Habsburžane.

## Cerkev
Nekdanji samostan in cerkev Marijinega vnebovzetja je obdana proti jezeru z obrambnim zidom iz poznega 15. stoletja. Na južni strani je bil prej križni hodnik, ki je bil leta 1816 podrt. Cerkev je v bistvu romanska. Po hudem požaru leta 1484 je bila obnovljena v gotiki. Pod opatom Hermannom Ludingerjem je bila od leta 1737 do 1744 obnovljena baročno, kar je v bistvu sedanja podoba.
Je štiriobočna, dvoranska cerkev, s korom in tremi romanskimi apsidami. Na jugu je transept povezan s kapelo, zakristija je na vzhodu. Na severozahodu cerkve je krstilnica. Na severni strani transepta, na križanju ladij, je na zunanji strani majhen stolp iz 15. stoletja. Okna v ladji so pravokotna in baročna. V severnem transeptu je gotsko obokano okno. Zahodna fasada je bila zgrajena v drugi četrtini 18. stoletja. Zahodni vhod je ravno padel, bronasta vrata so iz leta 1974.
Stavba je dolga 31 m, široka 14 m in visoka 10,3 m brez stolpa. Glavna ladja je široka 5,5 m. Romansko-gotski stolp je bil dolgo časa v nevarnosti, da se poruši zaradi mehke podlage, kar so sanirali šele leta 1948. Stolp ima neogotsko čeladasto strejo s strmimi zatrepi iz leta 1889. 

### Notranjost
Glavna ladja
Ladja s štirimi oboki je široka 5,50 m. Srednja ladja je dvakrat višja, kot je široka. Stranski ladji sta enako široki in z glavno povezani z visokimi arkadnimi odprtinami. Stebri so v središču romanski in so jih bistveno povečali ob barokizaciji, proti ladji tvorijo obris pilastra. Ta ima poudarjene konzole, ki nosijo križnorebraste oboke. Zahodna galerija je zidana preko vseh treh ladij. Je križnorebrasto obokana. Proti ladjam se odpira z lokom. 
Krstilnica
Krstilnica je iz 14. stoletja. Dostop je skozi široko obokano odprtino v severni steni pod zahodno galerijo. Kapela ima en obok in 5/8 zaključek. Obok ima močno profilirana rebra. Okrogli sklepniki so pobarvani. Rebra so pritrjena na globoko nameščene stenske nosilce. Na južni steni desno od vhoda je sedežna niša.
Prečna ladja
Transept je enako visok kot ladja, galerije so v skladu s srednjo ladjo. Arhitekturne oblike so gotske in kasnejše baročne. Štirje stebri imajo ostanke gotskih stebrov in fragmente gotskega oboka iz konca 15. stoletja. Obok je bil v 18. stoletju barokiziran. Gotske oblike obokov so ohranjene nad južno galerijo. Med zahodnimi stebri je nekdanji grob samostanskega ustanovitelja Ozija. Grob je bil v preteklosti pokrit z dvignjeno kamnito ploščo, dokler ga leta 1615 niso preselili v kripto. 
Južna kapela
Južna kapela je iz konca 15. stoletja. Stoji v podaljšku nekdanjega transepta, vanjo se dostopa skozi okroglo ločno odprtino iz transepta. V kotih približno kvadratne kapele so poligonalni stebri, nad katerimi se dviga gotski zvezdast obok. V kapeli so štirje stebri z velikimi kapiteli, ki so jih odkrili med odkrivanjem kripte leta 1937: trije iz 11. stoletja in stebriček iz 15. stoletja. Na zahodni strani kapele je sarkofag ustanovitelja samostana Ozija.
Kor
Kor ima en obok in tri apside. Dvignjen je za tri stopnice nad nivo ladje. Pod baročnim pohištvom je gotski obok. To je bolj izrazit v severni stranski obočni poli. Nad visokim oltarjem je veliko okno luneta. Zasteklitev stranske apside je leta 1905 izdela Karl May.
Pod korom je zgodnja romanska dvoranska kripta. Deli te so bili odkriti med izkopavanji leta 1937 in leta 1947/48 postali nedostopni. Grobnica je morda bila zakrita po požaru leta 1484. V 18. stoletju so bile zgrajene tri grobnice za kolektivne pokope. Srednja vrsta stebrov je pobarvana. Zgodovinski romanski kapiteli so bili delno nameščeni na novem stopnišču. Štirje stebri so bili obnovljeni leta 1947/48 in postavljeni v južni kapelici.
Glavni oltar izvira iz zadnje četrtine 17. stoletja in je bil leta 1683 pripeljan iz Marija Elend v Rosentalu v Oojah. Opremljen je z arhitekturo mogočnega triumfalnega loka. Ima visok podstavek z žrtvenimi portali. Nad njim je triosna, konkavna glavna cona. Nad srednjim delom se dviga segmentni zatrep, kronan z akantovim vložkom. V okvirju je pod baldahinom kronana Marija iz 17. stoletja. Ob strani so kipi svetnikov Benedikta in Šolastika v naravni velikosti. Slika prikazuje Marijino oznanjenje.
Zakristija
Zakristija je dvoranska na jugovzhodu cerkve. Na jugozahodu zakristije je stopnišče. Poleg tega je okno, katerega zasteklitev je leta 1905 podaril Karl May. V zgornjem nadstropju je tudi dvorana. Nad južno kapelico se nahaja soba, ki se združuje v južni galeriji in razkriva gotski obok pod baročno opremo. Zgodnji baročni kabinet je bogato okrašen in je bil ponovno postavljen v zakristiji leta 1994 po obnovi. Prej so ga dolgo hranili.

### Štukatura in poslikava
Notranjost je bogato okrašena s štukaturo. Pokriva oboke, rebra, konzole, stebre, loke in galerije. Prihaja iz delavnice Wessobrunn, verjetno mojstra Jakoba Kopfa. To so listni okraski, ki so bili ob njihovi namestitvi že zastareli. So pa tudi sodobne rocaille. Štukatura je v losos rdeči, svetlo rumeni, modrikasto vijolični in smaragdni zeleni.
V obokih in stenah ladje so v odprtih prostorih freske Josefa Ferdinanda Fromillerja. Samo deloma so iz njegove delavnice, kar pojasnjuje različno kakovost. Kor ima v oboku Božje oko, na južni steni, na severni steni Poroka Device. Prehod predstavlja navidezno arhitekturo poslikane kupole, Bog Oče in sveti Duh. Na stenah je Kristusovo rojstvo in čaščenje.
Nad ladjo so tri obokane freske, dve manjši z mučeništvom svete Katarine in večja sveta Margareta. Preko dveh obokov je Marijino vnebovzetje.
Na stenah glavne ladje je več Benediktincev: Anselm, Rupert, Hermann, Ildefons, Peter, Damjan in Gregor. Na stranskih ladjah nad okni so barve upodobitve Boleslavove legende.
V severni ladji je na steni Predstavitev Jezusa v templju, v oboku Marija rožnega venca z Dominikom in Katarino Siensko, pokop in spremenjenje svetega Sebastijana. Južna stranska ladja prikazuje na steni Marijin tempelj, Kristusov krst in umor otrok v Bethlehemu. Poleg tega, v psevdo kupoli, angel plava z Veronikino znojno krpo.
Na prospektu orgel so kralj David, sveta Cecilija in blažena Mati in opata Wernerja tri čarobne krogle.
- Obok osrednje ladje s sliko Marija na nebu (Josef Ferdinand Fromiller, 1744)
- Pogled na severno stransko ladjo
- Psevdo kupola v severni stranski ladji
- Psevdo kupola v južni stranski ladji

### Orgle
Na zahodni galeriji so sodobne orgle družbe Metzler (Švica) iz leta 1971. V glavni ladji ob strano so obnovljene zborske orgle iz leta 1680 iz delavnice Franza Knollerja iz Beljaka. Imajo tridelni prospekt. Barvana krila kažejo sv. Sholastika in sv. Benedikta. Druge upodobitve so Marija z angeli in sv. Cecilija, pokroviteljica cerkvene glasbe. V središču je prikazan grb Osoj in opata Idelbacherja.
Poznogotski krilni oltar
V krstilnici je poznogotski krilni oltar, nastal okoli leta 1505 in prvotno v uporabi kot glavni oltar. Velja za eno najpomembnejših del koroških rezbarjev. Oltar izvira iz starejše beljaške delavnice. V svetišču so Marija z otrokom, ob njej sta sveta Katarina in Margareta. V niši v predeli so baročni doprsni kipi sv. Apolonije in poznogotski doprsni kip sv. Agate in Sholastika. Notranje krilo ima reliefe dvanajstih apostolov. Na zunanjih straneh kril je upodobljena slika Marijino oznanjenje, Božič, čaščenje Marije, vstajenje Kristusa in Marijina smrt. Na hrbtni steni je pobarvano drevo Jesseja, na hrbtni strani predele Veronikin prt, ki ga nosita dva angela. Fiksnih kril in stolpa oltarja ni več.

## Stavbe
Zgradbe samostana so jugozahodno ob cerkvi. Ohranjen je le nekdanji zahodni dvorec, vzhodno krilo s samostanom je bilo porušeno leta 1816. Skoraj kvadratno dvorišče je dostojanstveno in ga obkrožajo dvo- in trinadstropna krila traktov s kontinuiranim slemenom in kapno višino. Prehodi so proti severu, vzhodu in zahodu, glavni je zahodni portal. Dvorišče in zunanje fasade segajo v 19. stoletje.
Trinadstropna zahodno krilo s pogledom na jezero je prvi prelatov trakt in je bil zgrajen pod opatom Georgom Wilhelmom pred letom 1628. Od 1741 do 1749 je bil trakt obnovljen. Zunanjost ima osrednji rizalit s petimi okni, ki imajo trikotni pediment. Marmorni portal je označen z letnico 1749 in vodi v ločna vrata. V prvem nadstropju tega krila je prinčeva dvorana. Severni in južni hodniki so okrašeni z barvnim stropom iz srede 18. stoletja. Na južnem koncu trakta je stopnišče.
Prinčeva dvorana je bila okrašena z občutljivo poznobaročno štukaturo in freskami Josefa Ferdinanda Fromillerja. Na stropu je pokrovitelj koroških posesti, zastopnik cesarja Karla VI. Stene je opremil Byiller z baročno psevdo-arhitekturo. Poslikane niše predstavljajo 14 Habsburžanov, ki so bili pomembni za samostan ali posesti. Nad vrati sta dve sliki: vojvoda na knežjem kamnu in darilo Celovca do stanov cesarja Maksimilijana I. V kotih dvorane so utrjeno mesto Celovec, Osojski samostan, koroški grb in grb opata Hermana Ludingerja.
Južno krilo ima izredno baročno dvoriščno fasado: centralni rizalit s podstavkom, s korintskim pilastrom in trikotnim zatrepom, z listjem in pasovi kot okras. Marmorni portal je iz leta 1741. Na severni in vzhodni steni sta sončni uri iz baročnega obdobja. V notranjosti krila je stopnišče iz časa opata Hermanna Ludingerja. V prvem nadstropju je Benediktinska dvorana s Fromillerjevo iluzionistično sliko. Stropno ogledalo je upodobljeno kot odprto nebo s podobo sv. Benedikta na nebu. V kotih so predstavitve štirih glavnih vrlin.
V zahodnem kotu je nekdanja glasbena soba. Tudi ta je opremljena s Fromillerjevimi freskami, ki so jih ponovno odkrili šele leta 1943. Slike v ukrivljenih štukaturnih okvirih prikazujejo prizore Jezusova spremenitev, Petrovo kesanje, Janez na Patmosu, Elijah s krokarjem in Mojzes z gorečim grmom. Poleg tega so grbi kartuš Osojskega samostana in opata Hermanna Ludingerja.
Vzhodno krilo je bilo nekdaj povezovalni trakt do drugega opatijskega dvorišča, ki je bilo porušeno leta 1816. Ima okroglast obok in kapitele. Stranska vrata imajo kamnit podboj. V prvem nadstropju je nekdanji refektorij. To je dolga soba z veliko štuka na stropu, štukaturnimi frizi in venci, ki obdajajo vrata. Ta del izvira iz konca 17. stoletja. Močno plastična dekoracija iz štukature z akantovimi listi, angeli, geniji, listnimi okvirji in kartušami datira iz leta 1680. Skupaj 16 medaljonov ima slike iz 17. stoletja, ki prikazujejo biblične prizore hrane. V sredinskem polju je platno, ki prikazuje Kristusovo vstajenje, morda Antona Zellerja in datira v prvo polovico 18. stoletja. Dograjena vrata segajo v 18. stoletje. V pritličju so sosednje sobe, ki imajo poznogotske zvezdaste oboke iz začetka 16. stoletja.
Severno krilo ima prehod do cerkve. Prehod ima kamniti portal v obliki košare iz začetka 19. stoletja. Prehod ima oboke med trakovi čez prešane polovične stebre. Notranjost je iz konca 18. stoletja.